# مین (پشته حل)

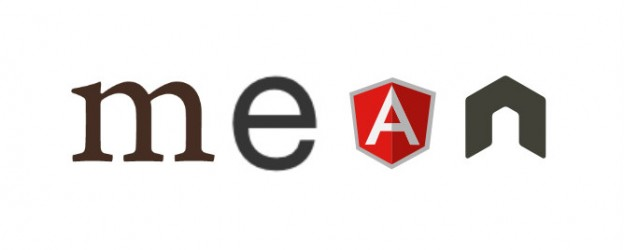
آرم مشترک برای نشان دادن پشته‌های مین استفاده می‌شود.

مین (انگلیسی:MEAN؛ سرواژه مانگودی‌بی، اکسپرس جی‌اس، انگولارجی‌اس (یا انگولار) و نود.جی‌اس) یک نرم‌افزار آزاد و منبع باز جاوا اسکریپت برای ساختن وب‌سایت‌های پویا و برنامه‌های وب است.
از آنجا که کلیه مؤلفه‌های برنامه‌های پشتیبانی از پشته مین که به زبان جاوا اسکریپت نوشته شده‌اند، برنامه‌های مین هم برای محیط اجرای سمت سرور و هم سمت کاربر به یک زبان قابل نوشتن هستند.